# Xelhua

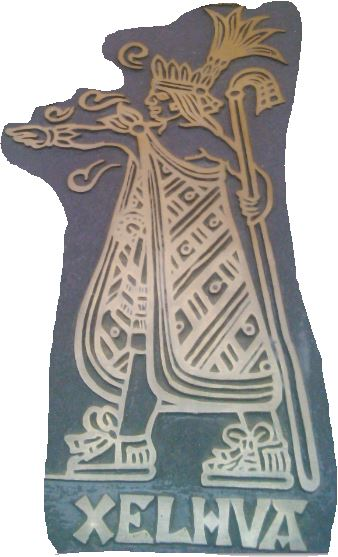
Códice de la fundación de Tollan Cholollan.

Dentro de los mitos sobre la fundación de la milenaria y teocrática Cholula, en especial la construcción del Tlachihualtépetl (cerro artificial), se atribuyó al gigante Xelhua. Este gigante de la “época del diluvio universal” se salvó al guarecerse en las grutas de la montaña de Tláloc (Dios de la lluvia), para después dirigir sus paso hacia el Valle de Cholula, en donde con grandes adobes inició la gran construcción, que hasta nuestros días, parece ser un cerro natural hecho de millones de adobes. El mito ha llegado a nuestros días en los siguientes términos:

"... En la época del diluvio moraban sobre la tierra los gigantes, muchos perecieron sumergidos en las aguas, algunos quedaron convertidos en peces y solo siete hermanos se salvaron en las grutas de la montaña Tlaloc... Xelhua el gigante fue al sitio que después se llamó Cholollan y con grandes adobes fabricados en Tlalmanalco, sitio muy distante, y conducidos de mano en mano por una fila de hombres tendida entre ambos puntos comenzó a construir la pirámide en memoria de la montaña en donde fue salvado. Irritado Tonacatecutli padre de todos los Dioses que la obra amenazaba con llegar a las nubes lanzó el fuego celeste y con una gran piedra en forma de sapo mató a muchos de los constructores dispersándose los demás, y no pasó adelante la construcción..."

## Véase también

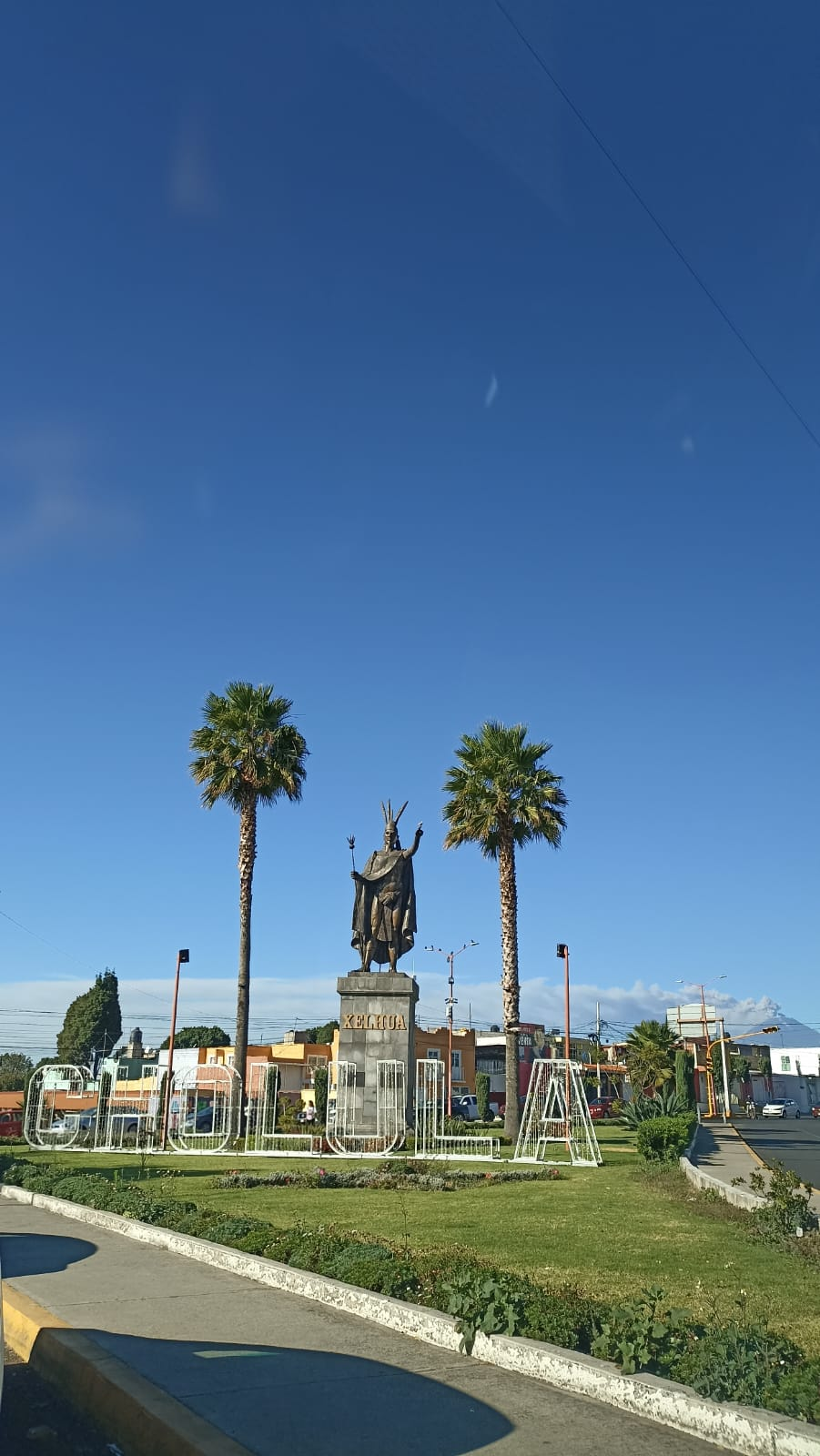
Estatua de Xelhua, Cholula